# Louis Maximiliaan Hermans
Louis Maximiliaan Hermans (Amsterdam, 21 juli 1861 - Arnhem, 17 september 1943) was een Nederlands politicus en uitgever.

## Familie
Hermans was een zoon van de toneelspeler Jacob Hermans (°1825) en Anna Jacoba Cruys (°1834). Hij trouwde in 1887 met Augusta Carolina Kleine, uit welk huwelijk een dochter werd geboren. Zijn roepnaam was Louis. Zijn dochter Louisa Augusta Hermans (°1901) schreef onder de namen Loes Hermans en Nina Roland kinderboeken. Zij trouwde in 1922 met de musicus Pieter Kalf, zoon van de Arnhemse gemeentesecretaris.

## Leven en werk
Hermans werkte na de lagere school als koffiehuisbediende en loopjongen. Later was hij boekbinder en boekverkoper en werkte ook als kelner in Parijs en Amsterdam. Vanaf 1888 was hij medewerker van het tijdschrift Recht voor Allen, onder het pseudoniem Max. Van 1 augustus 1892 tot 13 december 1897 was hij uitgever, redacteur en colporteur van het spotblad De Roode Duivel, dat wekelijks uitkwam en een oplage had van enkele duizenden exemplaren.

### Majesteitsschennis
In de uitgave van 30 augustus 1895 van De Roode Duivel werden in verband met een bezoek aan de stad Meppel de koninginnen Emma en Wilhelmina afgebeeld als gymnastische toeren uithalende balletdanseressen op een wagen. Namen werden niet genoemd, maar de beide figuren droegen een kroontje met de letters W en E. Het begeleidende artikel had als kop: "Gaat dat zien!! Gaat dat zien!!" Dit leidde tot een aanklacht wegens majesteitsschennis en een eis door de officier van justitie van een jaar gevangenisstraf, waarop hij op 18 december 1895 tot zes maanden onvoorwaardelijk werd veroordeeld. Toen hij vrijkwam, werd hij in het Paleis voor Volksvlijt feestelijk onthaald. Hij publiceerde zijn pleidooi en een van de colporteurs werd daarvoor veroordeeld tot een celstraf van drie maanden onvoorwaardelijk. Hermans schreef over zijn gevangeniservaringen: Zes maanden celbewoner. Ideeën van een gevangene (Amsterdam, 1896).

### Politiek
In 1897 deed Hermans onderzoek naar de woningtoestand in de Amsterdamse jodenbuurt. Dit onderzoek deed hem besluiten zich kandidaat te stellen voor de gemeenteraadsverkiezingen. In 1898 meldde hij zich aan bij de SDAP, een partij die hij eerder had bestreden. Hij was in die tijd ook voorzitter van het landelijk comité inzake de invrijheidsstelling van de drie broers Hogerhuis, inbrekers die bekend waren geworden in de Hogerhuis-zaak; in die functie had hij kennis gemaakt met de socialistische voorman Pieter Jelles Troelstra.
Vanaf 1902 was Hermans actief voor de SDAP. Van 1909 tot 1939 zat hij voor die partij in de gemeenteraad van Arnhem en tussen 1921 en 1923 was hij daar wethouder; van 1923 tot 1939 was hij fractievoorzitter voor de SDAP in de gemeenteraad. In 1918 werd hij gekozen in de Tweede Kamer waar hij tot 1921 zou zetelen. Van 1919 tot 1925 was hij lid van provinciale staten van Gelderland. Ten slotte was hij in de periode 1925 tot 1937 lid van de Eerste Kamer. Hermans stond bekend als een Kamerlid met gevoel voor humor.
In de Tweede Kamer was hij woordvoerder volksgezondheid, arbeid, justitie en binnenlandse zaken van de SDAP-fractie. In de Eerste Kamer hield hij zich bezig met justitie en sociale zaken.
In 1946 werd een gedenksteen geplaatst op de begraafplaats Moscowa in Arnhem.